# Pterygoplichthys zuliaensis
Pterygoplichthys zuliaensis   es una especie de peces de la familia Loricariidae en el orden de los Siluriformes.

## Hábitat
Es un pez de agua dulce y de clima tropical.

## Distribución geográfica
Es nativo de América del Sur, de la cuenca del lago Maracaibo.